# Uriah Heep The Best of 1
Uriah Heep The Best Of 1 è un album dal vivo del gruppo musicale rock britannico Uriah Heep. Pubblicato nell'agosto del 1999, venne distribuito su CD dall'Essential Records e rimasterizzato nel 2010, con alcune tracce diverse per il mercato statunitense dalla Sanctuary Records.

## Tracce
1. Sweet Lorraine – 4:27
2. Traveller in Time – 3:20
3. Easy Livin' – 2:43
4. July Morning – 11:23
5. Gypsy – 10:06
6. Love Machine – 6:21
7. Bird of Prey – 4:23
8. Look at Yourself – 3:23
9. Something or Nothing – 4:32
10. Stealin – 8:31
11. Seven Stars – 8:31
12. Shadows of Grief – 8:31

## Versione rimasterizzata (2010)
1. Gypsy
2. Bird of Prey
3. Lady in Black
4. Salisbury
5. July Morning
6. Look at Yourself
7. Easy Livin'
8. The Wizard
9. Sweet Lorraine
10. Stealin'
11. Suicidal Man – 4:23
12. Return to Fantasy – 3:23
13. Misty Eyes – 8:31